# Selektywny niedobór IgA
Selektywny niedobór IgA, selektywny niedobór immunoglobuliny A (w skrócie: SIgAD od ang. Selective IgA Deficiency) – rodzaj genetycznie uwarunkowanego, pierwotnego niedoboru odporności. Należy do grupy hipogammaglobulinemii. U osób z tym niedoborem w surowicy krwi nie stwierdza się obecności IgA, przy prawidłowych poziomach IgG i IgM (powyżej 4 roku życia). Selektywny niedobór IgA jest najczęstszym pierwotnym niedoborem odporności. W większości przypadków jego przebieg jest łagodny, a dotknięte nim osoby są zdrowe i przez całe życie nawet o nim nie wiedzą.

## Epidemiologia
Selektywny (izolowany) niedobór IgA jest najczęstszym pierwotnym niedoborem odporności, ale ze względu na rzadkie występowanie postaci jawnych klinicznie, bardzo duża grupa dotkniętych tym zaburzeniem osób jest nieprzebadana.

Częstość występowania ocenia się na podstawie badań epidemiologicznych na 1:500-1:700 osób w populacji rasy kaukaskiej. U Azjatów obserwuje się go zdecydowanie rzadziej.
Częściej występuje u mężczyzn.

## Obraz kliniczny
W 85-90% niedobór IgA przebiega bezobjawowo, choć przyczyna tego zjawiska jest stosunkowo słabo poznana i nadal pozostaje przedmiotem zainteresowania i kontrowersji. Niektórzy pacjenci z tym niedoborem odporności częściej zapadają na nawracające zakażenia układu oddechowego, zakażenia i schorzenia układu pokarmowego, choroby alergiczne i autoimmunologiczne.
Przebieg infekcji na tle niedoboru IgA jest zazwyczaj łagodny i zazwyczaj nie prowadzą do przeprowadzania diagnostyki immunologicznej, z wyjątkiem przypadków o częstym i uporczywym występowaniu.
Istotne jest, że u osób z selektywnym niedoborem IgA przeciwciała anty-IgA te stwierdza się w 20–40%.
Dlatego może u nich dojść do ciężkich reakcji alergicznych, w tym do wstrząsu anafilaktycznego po przetaczaniu krwi lub dożylne podanych immunoglobulin (obecność IgA w tych produktach krwiopochodnych). W osób dorosłych występuje zwiększona podatność na zapalenia płuc i nawracające inne zakażenia dróg oddechowych oraz wyższe ryzyko rozwoju chorób autoimmunologicznych. W odróżnieniu od pospolitego zmiennego niedoboru odporności (CVID) nie stwierdza się zwiększonego ryzyka zachorowania na nowotwory złośliwe.
Niedobór IgA i pospolity zmienny niedobór odporności cechują się podobnymi zaburzeniami różnicowania limfocytów B. W rodzinach osób z IgAD stwierdza się zdecydowanie częściej przypadki pospolitego zmiennego niedoboru odporności (CVID), co przemawia za uwarunkowaniami genetycznymi tego schorzenia. U osób z niedoborem IgA może z biegiem czasu, nawet po wielu latach, dochodzić do pojawienia się panhypogammaglobulinemii charakterystycznej dla CVID.
Badania genetyczne wskazują na predyspozycję do występowania IgAD, przy obecności haplotypów HLA-B8, DQ2 i DR3,
natomiast haplotypy DR15, DQ6 zmniejszają ryzyko wystąpienia tego defektu.

### Znaczenie niedoboru IgA w chorobach alergicznych
W chorobach alergicznych takich jak: astma oskrzelowa, alergiczne zapalenie błony śluzowej nosa, atopowe zapalenie skóry, stwierdza się występowanie niedobór IgA, który przyczynia się do częstszych infekcji, co sprzyja reakcji alergiczno-zapalnej. Poza tym przy niedoborze IgA dochodzi do nasilenia przenikania antygenów przez barierę śluzówkową i sprzyja rozwojowi alergii. Zostało udowodnione, że immunoglobulina A wydzielnicza posiada zdolność wiązania antygenów, przez co nie mogą wiązać się z immunoglobuliną E i nie doprowadzają do wystąpienia reakcji alergicznej.

### Znaczenie niedoboru IgA w chorobach autoimmunizacyjnych
Stwierdza się zdecydowanie częstsze występowanie schorzeń o podłożu autoimmunizacyjnym w porównaniu do osób z prawidłowym stężeniem tej immunoglobuliny.
Są to między innymi:
- choroba trzewna
- cukrzyca typu 1
- młodzieńcze idiopatyczne przewlekłe zapalenie stawów
- bielactwo
- choroba Leśniowskiego-Crohna
- wrzodziejące zapalenie jelita grubego
- trombocytopenia
- niedokrwistość hemolityczna
- zapalenie tęczówki
- toczeń rumieniowaty układowy

## Rozpoznanie
Rozpoznanie opiera się na ściśle określonych kryteriach:
1. zwiększona podatność na infekcje
i/lub
choroba autoimmunologiczna
i/lub
selektywny niedobór IgA w rodzinie
2. wiek powyżej 4 lat
3. poziom IgA w surowicy nieoznaczalny (<7 mg/dl metodą nefelometryczną)
4. prawidłowe poziomy immunoglobulin G (IgG) i immunoglobulin M (IgM), badane 2-krotnie
5. wykluczenie innych przyczyn hipogammaglobulinemii
6. wykluczenie defektów limfocytów T
7. prawidłowa odpowiedź w klasie IgG na szczepienia uodparniające

## Etiopatogeneza
Mimo wielu badań dokładna przyczyna i patogeneza selektywnego niedoboru IgA nie jest znana.

Bez wątpienia podłoże ma charakter genetyczny.

Podobnie jak obraz kliniczny tak i patogeneza może być niejednorodna.
Generalnie rzecz ujmując, niemożność syntezy IgA dotyczy defektu komórek limfocytów B IgA+, uniemożliwiający ich prawidłową proliferację i różnicowanie do plazmocytów syntetyzujących IgA.

## Leczenie
Nie ma leczenia przyczynowego.
Nie ma też standardowych rekomendacji dotyczących postępowania z rozpoznanym selektywnym niedoborem IgA. W praktyce stosuje się postępowanie zindywidualizowane.
- edukacja zdrowotna
- okresowe kontrole stanu zdrowia (ok. 4-6 miesięcy)
- leczenie występujących schorzeń alergicznych i autoimmunologicznych
- wydłużona lub nawet profilaktyczna antybiotykoterapia
- szczepienie poliwalentną szczepionką pneumokokową
- próba dożylnego lub podskórnego podania immunoglobulin

## Rokowanie
Schorzenie jest na całe życie, ale rokowanie jest dobre i zwykle nie dochodzi do bardzo częstych i ciężkich infekcji.
Rokowanie zależy także od fenotypu tego niedoboru immunologicznego i współistnienia schorzeń autoimmunologicznych.
Zdarzają się spontaniczne wyzdrowienia, głównie w młodym wieku
.
Niezbyt często, ale istnieje ryzyko przejścia SIgAD w pospolity zmienny niedobór odporności (CVID), który ma gorsze rokowanie.